# Дмитрієвка (Якшур-Бодьїнський район)
Дми́трієвка (рос. Дмитриевка) — присілок в Якшур-Бодьїнському районі Удмуртії, Росія.
Населення — 25 осіб (2010; 39 в 2002).
Національний склад (2002):
- росіяни — 87 %

## Історія
Дмитрієвка була заснована 1860 року як Гавриловка.